# اروین شیف
اِروین اَلَن شیف (به انگلیسی: Irwin Allan Schiff)

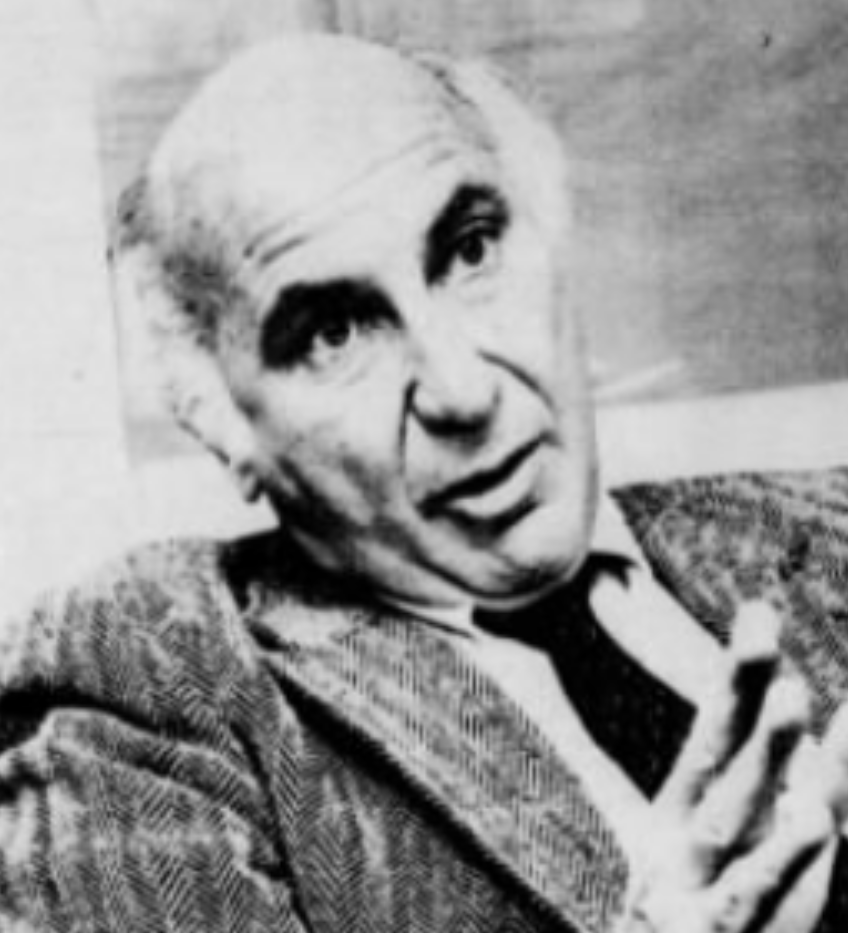
اروین شیف در 1980

(۲۳ فوریهٔ ۱۹۲۸در نیوهاون-۱۶ اکتبر ۲۰۱۵)
هشتمین فرزند خانواده مهاجر از طبقه متوسط و فقیر بود. پدرش عضو سندیکا بود در سال ۱۹۴۶ وارد دانشگاه اقتصاد شد و طرفدار دیدگاه اتریشی در اقتصاد بود.کتابهای نویسندگان آزادیخواه مانند هنری هازلیت و هنری گرادی را خواند سرانجام به عنوان طرفدار بسیار متعصب پول سالم، دولت محدود، مالیات اندک و مسوولیت شخصی شناخته شد. چهره‌ای برجسته در جنبش اعتراض به مالیات بود. شیف به خاطر نگارش و ترویج مکتوباتی که مدعی‌ست مالیات بر درآمد ایالات متحده آمریکا به طرز غلطی اعمال می‌شود شناخته‌می‌شود. او پرونده‌های مختلفی را از دولت فدرال باخت و سیاهه‌ای از محکومیت‌ها به دلیل جرایم مالیاتی فدرال را دارا بود. کتابهای زیادی نوشت که باعث درگیری او با دولت و حضور در دادگاه شد و در ۸۳ سالگی همچنان در زندان مرکزی آمریکا محبوس بود. او حین گذراندن محکومیت ۱۳ ساله به دلیل جرایم مالیاتی در مؤسسهٔ اصلاحی فدرال فورت ورت، تگزاس درگذشت. تاریخ پیش‌بینی‌شدهٔ آزادی او ۲۶ ژوئیهٔ ۲۰۱۷ بود. شیف پدر پیتر شیف بروکر و کاندید سابق سنا بود.

## پیش‌زمینه
او در ۱۹۵۰ با مدرک لیسانس حسابداری و اقتصاد از دانشگاه کنکتیکت فارغ‌التحصیل شد.

## مکتوبات
کتاب‌های شیف عبارتند از:
- Federal Mafia: How It Illegally Imposes and Unlawfully Collects Income Taxes (1992) ISBN 0-930374-09-6
- The Great Income Tax Hoax: Why You Can Immediately Stop Paying This Illegally Enforced Tax (1985) ISBN 0-930374-05-3
- How an Economy Grows and Why It Doesn't (1985) ISBN 0-930374-06-1
- The Social Security Swindle: How Anyone Can Drop Out (1984) ISBN 0-930374-04-5
- How Anyone Can Stop Paying Income Taxes (1982) ISBN 0-930374-03-7
- The Kingdom of Moltz (1980) شابک ‎۰-۹۳۰۳۷۴-۰۲-۹
- The Biggest Con: How the Government Is Fleecing You (1977) ISBN 0-930374-01-0

## بیرون
- وبگاه رسمی
- اروین شیف در بانک اطلاعات اینترنتی فیلم‌ها (IMDb)
- Daniel B. Evans et al. , "Irwin Schiff," from Tax Protester Dossiers: Gurus and Other Big Fish